# Heinrich Kaiser (Tiermediziner)
Christoph Heinrich Kaiser (* 13. September 1838 in Ziegenhain, Kurhessen; † 1. Oktober 1913 in Hannover) war ein deutscher Veterinärmediziner und Hochschullehrer.

## Leben

### Familie
Heinrich Kaiser wurde als Sohn des Landwirts und „von Dittfurthschen Fruchtmessers“ George Kaiser (* 1797 in Allendorf) und seiner Ehefrau Gertrude geborene Schmincke (* 1814 im Vorwerk Entenfang  bei Ziegenhain) geboren. Er war verheiratet mit Maria geborene Coester (* 1836 in Treysa); sie hatten einen Sohn Carl (* 1871 in Ebsdorf).

### Beruflicher Werdegang
Nach dem Besuch der Stadtschule in Ziegenhain bis 1851 bereitete er sich im Privatunterricht auf das Examen zur Aufnahme in die „Tierarzneischule“ vor, wobei er von 1852 bis 1855 – den kurhessischen Vorschriften folgend – beim Kreistierarzt Hartung in Homberg (Efze) in die Lehre ging. Seine tierärztliche Approbation erhielt er 1857 in Berlin. Danach praktizierte er als Tierarzt im kurhessischen Neustadt sowie in Ebsdorf bei Marburg. Im Jahr 1864 war er federführend an der Gründung des Vereins Kurhessischer Tierärzte beteiligt. Nach der Eingliederung Kurhessens als Teil der Provinz Hessen-Nassau in den preußischen Staat wurde er 1871  „Königlich preußischer Kreistierarzt“ in Marburg. Hier bereitete er seine Promotion zum Dr. phil. an der Universität Göttingen vor, die am 18. Dezember 1876 erfolgte.
Im Jahr 1983 folgte er einem Ruf als Professor für Tierzucht, Geburtshilfe und ambulatorische Klinik an die Tierärztliche Hochschule Hannover als Nachfolger von Carsten Harms. Er wirkte dort 29 Jahre lang bis 1912, anderthalb Jahre vor seinem Tod. „Er war ein Meister der Klinik, verfügte über reiche tierzüchterische Erfahrungen aus 26jähriger praktischer Tätigkeit und verstand geschickt zu dozieren.“
Kaiser beendete seine Laufbahn als ordentlicher Professor und Geheimer Regierungsrat.

## Schriften (Auswahl)
- Ueber Constanz der Rasse und Individualpotenz bei Vererbung der Thiere. Diss. phil. Göttingen, Druck C. L. Pfeil, Marburg 1877.
- Gemeinverständlicher Leitfaden der Anatomie und Physiologie der Haussäugethiere. Zum Gebrauche an landwirthschaftlichen Lehranstalten. Wiegandt. Hempel & Parey, Berlin 1890 (2. Aufl. 1886, 3. Aufl. 1896) und weitere Auflagen auch anderer Bearbeiter.
- Über Scabies bei den Haussäugethieren, besonders den Schafen. Jena 1882 (Vorträge für Thierärzte).
- Das Kurverfahren bei der Schafräude, 2. Aufl.,  Marburg 1883.

## Sonstiges
Am 8. Oktober 1874 ist Heinrich Kaiser in die Marburger Freimaurerloge Marc Aurel zum flammenden Stern aufgenommen worden; später wurde er ihr Ehrenmitglied. In Hannover war er Mitglied der Loge Wilhelm zur deutschen Treue und zeitweise deren Meister vom Stuhl. Er war Ritter des preußischen Königlichen Kronen-Ordens 3. Klasse.